# Concierto para teclado
El concierto para teclado es un tipo de concierto donde los instrumentos de teclado (piano, órgano, clavicémbalo, entre otros) son los solistas.
Es uno de los conciertos más importantes de la música académica, especialmente a partir de la segunda mitad del siglo XVIII, donde es ampliamente cultivado entre los grandes compositores hasta nuestros días.

## Historia

### El nacimiento en el Barroco tardío (1730-1760)
Los doce conciertos para clavecín e instrumentos (1714-1724), de François Couperin (1668-1733) son de los primeros que se relacionan al Concierto para clave definitivo. Pero es más tarde cuando aparece el Concierto para teclado, correspondiendo con el final del Barroco y los vestigios de la nueva estética del futuro período Clásico: los compositores empiezan a adaptar las características del Concierto a los nuevos gustos, añadiendo nuevos instrumentos solistas en el género, entre ellos instrumentos de tecla. El género se consolida entre el 1730 y 1780, siendo los primerizos: Johann Sebastian Bach (1685-1750) con sus conciertos para clave (1735), Georg Friedrich Händel (1685-1759) con sus concierto para órgano (1735), Antonio Vivaldi (1678-1741) uno para clave (1735), entre otros. Una vez se consolida, el género se empieza a expandir con fuerza, y compositores de generaciones posteriores y contemporáneos, cultivarán este género con más frecuencia y número, ampliándolo y volviéndolo importante. 
Entre ellos se pueden citar Baldassare Galuppi (1706-1785) uno para clave, Thomas Arne (1710-1778) varios para órgano y clave, Wilhelm Friedemann Bach (1710-1784) para clave, Carl Philipp Emanuel Bach (1714-1788) para clave y pianoforte, Giovanni Paisiello (1740-1816) uno para clave y Johann Christian Bach (1735-1782) para pianoforte.
Estos compositores, prepararan el ambiente para desembocar en el último cuarto del siglo XVIII el primer gran apogeo del género de la mano de los grandes genios vieneses de la época clásica: Joseph Haydn (1732-1809), Wolfgang Amadeus Mozart (1756-1791) y Ludwig van Beethoven (1770-1827).

### Madurez y apogeo en el Clasicismo (1760-1830)

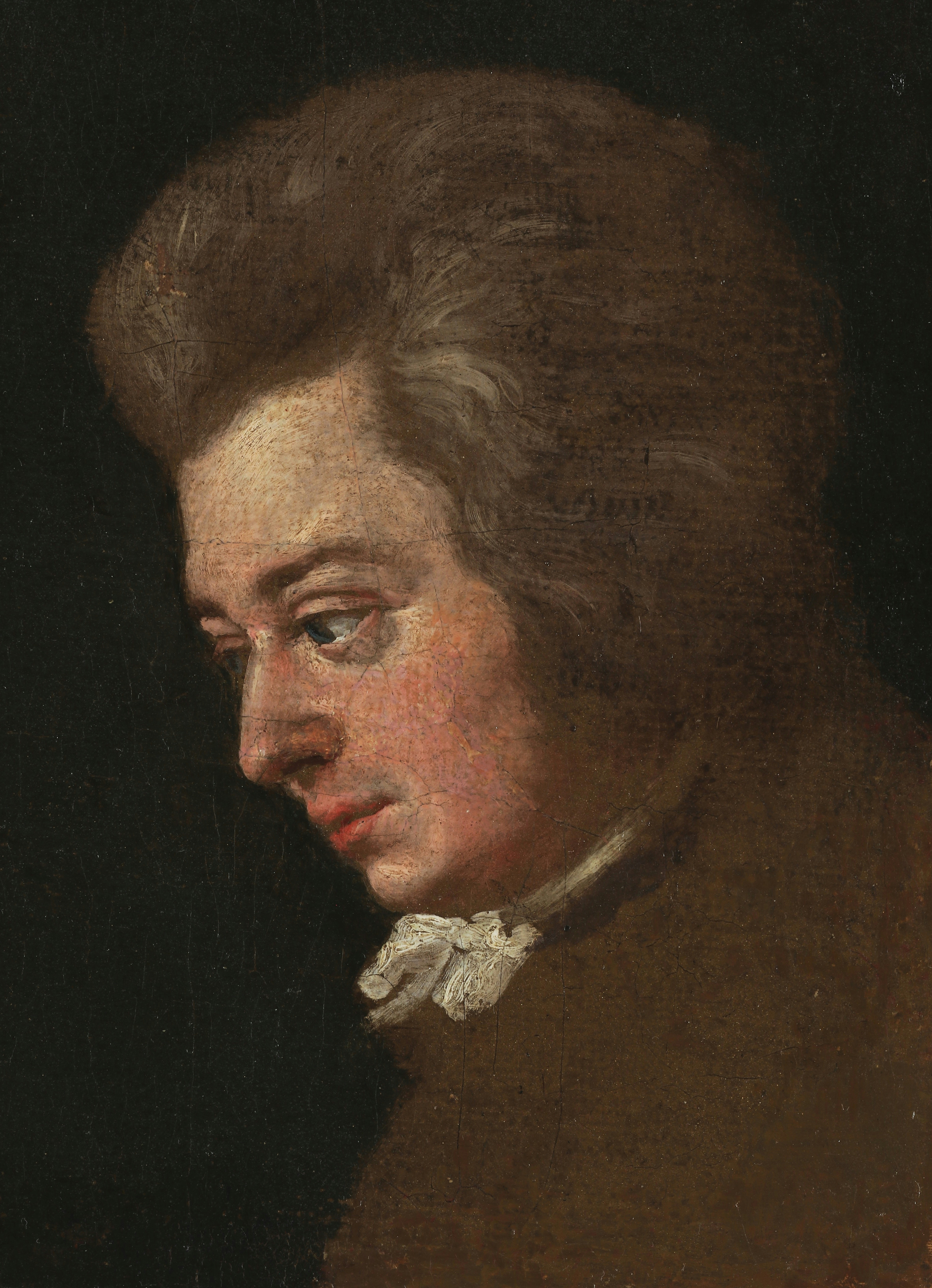
Los conciertos para piano que Mozart compuso a finales de siglo son considerados la cumbre del concierto clásico y los más influyentes para la posterioridad.

Entre 1760 y 1830 el concierto para teclado conocerá su primer apogeo dándole la madurez definitiva, donde el piano será el gran protagonista, desplazando al viejo clavicémbalo en el papel solista.
Los últimos conciertos para clave se componen entre 1760-1780, siendo los últimos exponentes C.P.E. Bach, unos primerizos Mozart y Haydn, y Paisiello, a la vez que J.C. Bach es el primer en componer uno para piano. Mozart y Haydn desplazarían para siempre el clave al favor del piano, que caería en el olvido hasta el siglo XX.
Haydn, el padre de la sinfonía, aporto al género conciertos para órgano y para piano, pero vería la cumbre de la mano de Mozart, que le daría las bases para ser el modelo definitivo de los compositores posteriores, y prácticamente no cambió durante el período del Romanticismo.

### El concierto romántico (1800-1895)
El Concierto romántico comenzó a finales del siglo XVIII y a principios del siglo XIX, donde uno de sus precursores fue Ludwig Van Beethoven, quien se separó de las formas del concierto Clásico innovando las técnicas pianísticas y orquestales. Los primeros dos Conciertos para piano de Beethoven, (el Concierto para piano n.º 1 y el Concierto para piano n.º 2) mantienen un estilo clásico abarcando una orquesta pequeña y el solista, mientras que los últimos tres conciertos de Beethoven son más románticos, alargando la duración y agrandando la orquesta. Durante el siglo XIX muchos compositores se interesaron en este género y compusieron grandes conciertos para este instrumento, entre los más conocidos están: 
1. Félix Mendelssohn: Escribió dos Conciertos Para Piano, el Concierto para piano n.º 1 en Sol menor Op. 25, y el Concierto para piano n.º 2 en Re menor Op. 40.
2. Robert Schumann: Escribió un único concierto para piano y dos piezas de concierto para piano y orquesta, el célebre Concierto Para Piano En La Menor Op. 54
3. Frédéric Chopin: Compuso dos conciertos para este instrumento entre 1829 y 1830, los cuales son: El Concierto para piano n.º 1 en Mi menor Op. 11, y el Concierto para piano n.º 2 en Fa menor Op. 21. Siendo el Concierto para piano n.º 2 el primer concierto compuesto.
4. Johannes Brahms: Compuso dos conciertos para piano, siendo estos: El Concierto para piano n.º 1 en Re menor Op. 15 y el Concierto para piano n.º 2 en Si bemol mayor Op. 83
5. Piotr Ilich Chaikovski: Compuso dos conciertos para piano, y dejó uno incompleto, el popular Concierto para piano n.º 1 en Si bemol menor Op. 23 y el elegante Concierto para piano n.º 2 en Sol mayor Op. 44

Muchos otros compositores también compusieron otros conciertos como: Franz Liszt, y Edvard Grieg

### ElsigloXX(1900-1975)
Uno de los principales exponentes de este género durante el XX fue el ruso Serguéi Rajmáninov, quien compuso cuatro conciertos para piano, siendo los más populares el Concierto para Piano n.º 2 en Do menor Op. 18 y el Concierto para Piano n.º 3 en Re menor Op. 30. A partir de la década de 1920 empezaron a surgir nuevas formas de composición de este género, siendo Maurice Ravel y Bela Bartók los exponentes principales de este periodo. Ravel se inclinó a la forma clásica de composición (sin dejar el impresionismo) componiendo el conocido Concierto para Piano en Sol mayor, Bartók compuso varias piezas para piano en 1926 entre las cuales estaban el Concierto para Piano n.º 1 Sz. 83, años más tarde, en 1930 compuso su segundo concierto, el Concierto para Piano n.º 2 en Sol mayor Sz. 95.

## Discografía recomendada
- J.S.Bach, Die cembalokonzerte, 3 CDS.Archiv(1981).